# West Coast (Gambia)

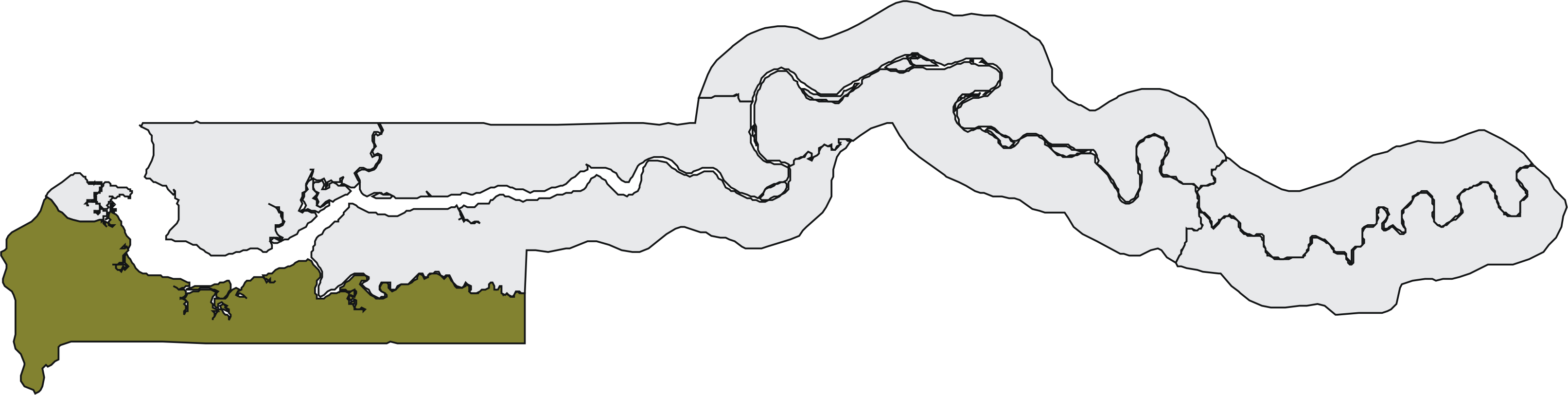
Regionens läge i Gambia.

West Coast, tidigare Western, är en region i Gambia, som också utgör kommunen Brikama. Regionen ligger i landets sydvästra del. Huvudorten heter Brikama. Regionens västra del räknas ibland till Gambias huvudstadsområde Greater Banjul Area. Antalet invånare var 688 744 vid folkräkningen 2013.

## Distrikt

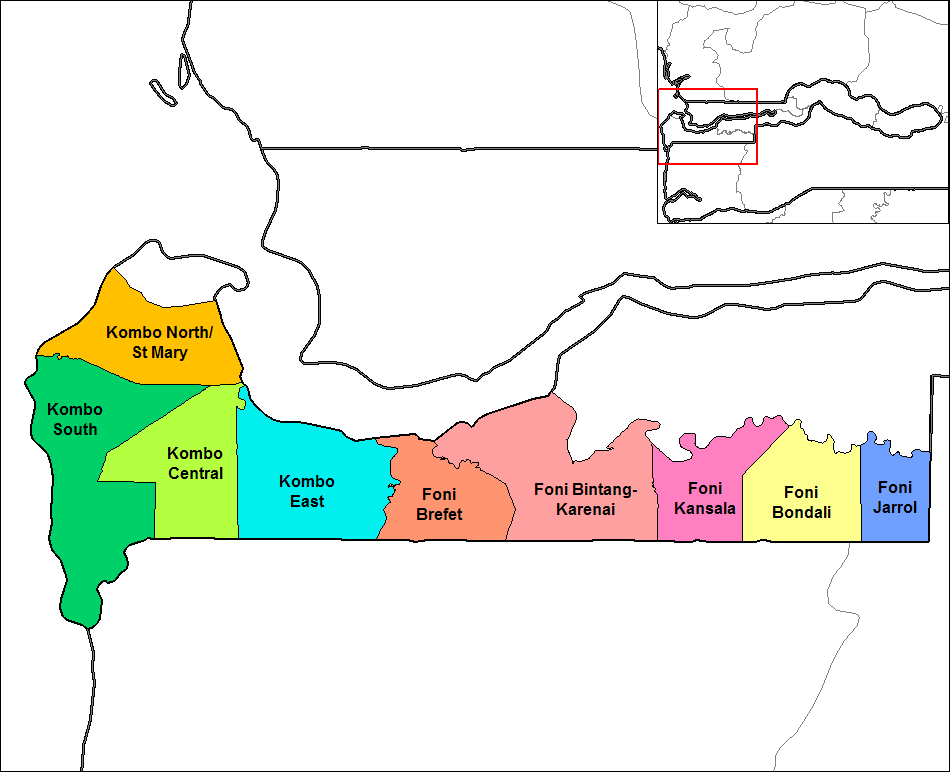
Distrikt i West Coast.

West Coast är indelat i nio distrikt:
- Foni Bintang Karanai
- Foni Bondali
- Foni Brefet
- Foni Jarrol
- Foni Kansala
- Kombo Central
- Kombo East
- Kombo North
- Kombo South